# 商品の名称及び分類についての統一システムに関する国際条約
商品の名称及び分類についての統一システムに関する国際条約（しょうひんのめいしょうおよびぶんるいについてのとういつシステムにかんするこくさいじょうやく、英語: International Convention on the Harmonized Commodity Description and Coding System）とは、関税協力理事会により1973年に作成が開始され、10年間の作成作業の末、1983年に条約案がCCC総会で採択され、その後の各国による関税率表の改訂のための作業を経て、1988年1月1日に発効した国際条約。日本法においては国会承認を経た「条約」である。
1960年代後半の話として、国際的な取引の開始から終了までに、同一の物品について17回も異なる名称、異なる分類番号が使用されることがあった。貿易事務手続きの電子化には、各種貿易関連情報のコード化、しかも世界標準としてのコードが必要であった。その中でも中核的なコードとして、関税徴収および貿易統計を主目的とした物品の統一品目表の作成が急務となった。
当時、最も広く使われていた分類表は、関税協力理事会によって作成され、1959年に発効した関税率表における物品の分類のための品目表に関する条約」（品目表条約）に基づく 関税協力理事会品目表（Customs Cooperation Council Nomenclature,CCCN）であり、日本を含む約150ヶ国・地域、世界貿易の約80％において使用されていたしかし米国、カナダ、ソ連（当時）等が独自の分類表を使用し、統計目的の SITC（Standard International Trade classification）が全く別の分類体系を採用しており、国際取引を阻害しまたガットにおける関税交渉に混乱をもたらした。そのためCCCN作成後の貿易構造の変化や科学技術の進歩に対応させるとともに、CCCNを採用していなかったアメリカ、カナダも含めて商品分類の真の国際的統一を図るために、CCCNに替わる新しい品目表としてHS（Harmonized Commodity Description and Coding System）が開発された。

## 品目表
HSは、具体的には、商品の名称及び分類についての統一システムに関する国際条約の付属書に規定されており、HS品目表（エイチエスひんもくひょう）と呼ばれる。
2020年9月1日現在、HS は212ヶ国・地域・関税同盟（うち HS 条約の締約国は2023年4月現在、日本をはじめ160カ国（EUを含む）で使用されており、国際的に輸出入される商品の98％超が HS によって分類されている。基本的に、物品（goods）は全て HS 品目表で分類可能となっており、21部、96類（77類は欠番）、1,228項、5,612号に区分（2022年版）し、類が2桁、項はその下の2桁（全体で4桁）、号は更にその下の2桁（全体で6桁）となっておりすべてのHS採用国はこの体系どおり分類する必要がある。ただし、例外として「電気」（第27.16項）があり、これは任意項となっており、現在のところ日本は電力の輸出入がないので採用していない。なお条約の改正は、関税協力理事会により改正勧告が採択されたのち、6月以内に加盟国から異議がない場合改正が行われ、すべての加盟国について効力が発生することになっている。
HS品目表は、作成以来1992年、1996年、2002年、2007年、2012年、2017年および2022年（現行版）と、2002年以降は5年周期で、現在に至るまで、定期的に改正が行われている。
HS品目表は6桁のコード表であるが、多くの国はこれにさらに細分を付して使用している。例えば日本は統計目的のために、輸出統計品目表及び輸入統計品目表を定める等の件(昭和62年大蔵省告示第94号)により6桁をさらに3桁を付加して全体で9桁の統計品目番号を採用している。また、米国ではこれに4桁の細分を加えたものをHTSUSA番号（Harmonized Tariff Schedule USAとして使用している。また、各国は98類、99類を自由に使用できることとなっており、我が国では輸出入申告の際に、少額の無条件免税貨物や簡易税率適用貨物のNACCS申告のコードとして利用している。
国際的な統一された品目表であるが、実際の適用において、各国税関担当者の判断等により、輸出国側と輸入国側で同一の番号とならないケースもあり、信用状等に明記されていた場合どちらかの税関にて指摘される可能性があるので注意が必要である。

### 一覧
第1部 動物（生きているものに限る）及び動物性生産品
第1類 動物（生きているものに限る）
第2類 肉及び食用のくず肉
第3類 魚並びに甲殻類、軟体動物及びその他の水棲無脊椎動物
第4類 酪農品、鳥卵、天然はちみつ及び他の類に該当しない食用の動物性生産品
第5類 動物性生産品（他の類に該当するものを除く）
第2部 植物性生産品
第6類 生きている樹木その他の植物及びりん茎、根その他これらに類する物品並びに切花及び装飾用の葉
第7類 食用の野菜、根及び塊茎
第8類 食用の果実及びナット、かんきつ類の果皮並びにメロンの皮
第9類 コーヒー、茶、マテ及び香辛料
第10類 穀物
第11類 穀粉、加工穀物、麦芽、でん粉、イヌリン及び小麦グルテン
第12類 採油用の種及び果実、各種の種及び果実、工業用又は医薬用の植物並びにわら及び飼料用植物
第13類 ラック並びにガム、樹脂その他の植物性の液汁及びエキス
第14類 植物性の組成材料及び他の類に該当しない植物性生産品
第3部 動物性、植物性又は微生物性の油脂及びその分解生産物、調製食用脂並びに動物性又は植物性のろう
第15類 動物性、植物性又は微生物性の油脂及びその分解生産物、調製食用脂並びに動物性又は植物性のろう
第4部 調製食料品、飲料、アルコール、食酢、たばこ及び製造たばこ代用品、非燃焼吸引用の物品（ニコチンを含有するかしないかを問わない。）並びにニコチンを含有するその他の物品（ニコチンを人体に摂取するためのものに限る。）
第16類 肉、魚、甲殻類、軟体動物若しくはその他の水棲無脊椎動物又は昆虫類の調製品
第17類 糖類及び砂糖菓子
第18類 ココア及びその調製品
第19類 穀物、穀粉、でん粉又はミルクの調製品及びベーカリー製品
第20類 野菜、果実、ナットその他の植物の部分の調製品
第21類 各種の調製食料品
第22類 飲料、アルコール及び食酢
第23類 食品工業において生ずる残留物及びくず並びに調製飼料
第24類 たばこ及び製造たばこ代用品、非燃焼吸引用の物品（ニコチンを含有するかしないかを問わない。）並びにニコチンを含有するその他の物品（ニコチンを人体に摂取するためのものに限る。）
第5部 鉱物性生産品
第25類 塩、硫黄、土石類、プラスター、石灰及びセメント
第26類 鉱石、スラグ、及び灰
第27類 鉱物性燃料及び鉱物油並びにこれらの蒸留物、歴青物質並びに鉱物性ろう
第6部 化学工業（類似の工業を含む）の生産物
第28類 無機化学品及び貴金属、希土類金属、放射性元素又は同位元素の無機又は有機の化合物
第29類 有機化学品
第30類 医療用品
第31類 肥料
第32類 なめしエキス、染色エキス、タンニン及びその誘導体、染料、顔料その他の着色料、ペイント、ワニス、パテその他のマスチック並びにインク
第33類 精油、レジノイド、調製香料及び化粧品類
第34類 せっけん、有機界面活性剤、洗剤、調製潤滑剤、人造ろう、調製ろう、磨き材、ろうそくその他これに類する物品、モデリングペースト、歯科用ワックス及びプラスターをもととした歯科用の調製品
第35類 たんぱく系物質、変性でん粉、膠着材及び酵素
第36類 火薬類、火工品、マッチ、発火性合金及び調製燃料
第37類 写真用又は映画用の材料
第38類 各種の化学工業生産品
第7部 プラスチック及びゴム並びにこれらの製品
第39類 プラスチック及びその製品
第40類 ゴム及びその製品
第8部 皮革及び毛皮並びにこれらの製品、動物用装着具並びに旅行用具、ハンドバッグその他これらに類する容器並びに腸の製品
第41類 原皮（毛皮を除く）及び革
第42類 革製品及び動物用装着具並びに旅行用具、ハンドバッグその他これらに類する容器並びに腸の製品
第43類 毛皮及び人造毛皮並びにこれらの製品
第9部 木材及びその製品、木炭、コルク及びその製品並びにわら、エスパルトその他の組物材料の製品並びにかご細工物及び枝条細工物
第44類 木材及びその製品並びに木炭
第45類 コルク及びその製品
第46類 わら、エスパルトその他の組物材料の製品並びにかご細工物及び枝条細工物
第10部 木材パルプ、繊維素繊維を原料とするその他のパルプ、古紙並びに紙及び板紙並びにこれらの製品
第47類 木材パルプ、繊維素繊維を原料とするその他のパルプ及び古紙
第48類 紙及び板紙並びに製紙用パルプ、紙又は板紙の製品
第49類 印刷した書籍、新聞、絵画その他の印刷物並びに手書き文書、タイプ文書、設計図及び図案
第11部 紡織用繊維及びその製品
第50類 絹及び絹織物
第51類 羊毛、繊獣毛、粗獣毛及び馬毛の糸並びにこれらの織物
第52類 綿及び綿織物
第53類 その他の植物性紡織用繊維及びその織物並びに紙糸及びその織物
第54類 人造繊維の長繊維並びに人造繊維の織物及びストリップその他これに類する人造繊維製品
第55類 人造繊維の短繊維及びその織物
第56類 ウォッディング、フェルト、不織布及び特殊糸並びにひも、綱及びケーブル並びにこれらの製品
第57類 じゅうたんその他の紡織用繊維の床用敷物
第58類 特殊織物、タフテッド織物類、レース、つづれ織物、トリミング及びししゅう布
第59類 染み込ませ、塗布し、被覆し又は積層した紡織用繊維の織物類及び工業用の紡織用繊維製品
第60類 メリヤス編物及びクロセ編物
第61類 衣類及び衣類附属品（メリヤス編み又はクロセ編みのものに限る）
第62類 衣類及び衣類附属品（メリヤス編み又はクロセ編みのものを除く）
第63類 紡織用繊維のその他の製品、セット、中古の衣類、紡織用繊維の中古の物品及びぼろ
第12部 履物、帽子、傘、つえ、シートステッキ及びむち並びにこれらの部分品、調製羽毛、羽毛製品、造花並びに人髪製品
第64類 履物及びゲートルその他これに類する物品並びにこれらの部分品
第65類 帽子及びその部分品
第66類 傘、つえ、シートステッキ及びむち並びにこれらの部分品
第67類 調製羽毛、羽毛製品、造花及び人髪製品
第13部 石、プラスター、セメント、石綿、雲母その他これらに類する材料の製品、陶磁製品並びにガラス及びその製品
第68類 石、プラスター、セメント、石綿、雲母その他これらに類する材料の製品
第69類 陶磁製品
第70類 ガラス及びその製品
第14部 天然又は養殖の真珠、貴石、半貴石、貴金属及び貴金属を張った金属並びにこれらの製品、身辺用模造細貨類並びに貨幣
第71類 天然又は養殖の真珠、貴石、半貴石、貴金属及び貴金属を張った金属並びにこれらの製品、身辺用模造細貨類並びに貨幣
第15部 卑金属及びその製品
第72類 鉄鋼
第73類 鉄鋼製品
第74類 銅及びその製品
第75類 ニッケル及びその製品
第76類 アルミニウム及びその製品
第77類 （欠番）
第78類 鉛及びその製品
第79類 亜鉛及びその製品
第80類 すず及びその製品
第81類 その他の卑金属及びサーメット並びにこれらの製品
第82類 卑金属製の工具、道具、刃物、スプーン及びフォーク並びにこれらの部分品
第83類 各種の卑金属製品
第16部 機械類及び電気機器並びにこれらの部分品並びに録音機、音声再生機並びにテレビジョンの映像及び音声の記録用又は再生用の機器並びにこれらの部分品及び附属品
第84類 原子炉、ボイラー及び機械類並びにこれらの部分品
第85類 電気機器及びその部分品並びに録音機、音声再生機並びにテレビジョンの映像及び音声の記録用又は再生用の機器並びにこれらの部分品及び附属品
第17部 車両、航空機、船舶及び輸送機器関連品
第86類 鉄道用又は軌道用の機関車及び車両並びにこれらの部分品、鉄道又は軌道の線路用装備品及びその部分品並びに機械式交通信号用機器（電気機械式のものを含む）
第87類 鉄道用及び軌道用以外の車両並びにその部分品及び附属品
第88類 航空機及び宇宙飛行体並びにこれらの部分品
第89類 船舶及び浮き構造物
第18部 光学機器、写真用機器、映画用機器、測定機器、検査機器、精密機器、医療用機器、時計及び楽器並びにこれらの部分品及び附属品
第90類 光学機器、写真用機器、映画用機器、測定機器、検査機器、精密機器及び医療用機器並びにこれらの部分品及び附属品
第91類 時計及びその部分品
第92類 楽器並びにその部分品及び附属品
第19部 武器及び銃砲弾並びにこれらの部分品及び附属品
第93類 武器及び銃砲弾並びにこれらの部分品及び附属品
第20部 雑品
第94類 家具、寝具、マットレス、マットレスサポート、クッションその他これらに類する詰物をした物品並びに照明器具（他の類に該当するものを除く。）及びイルミネーションサイン、発光ネームプレートその他これらに類する物品並びにプレハブ建築物
第95類 玩具、遊戯用具及び運動用具並びにこれらの部分品及び附属品
第96類 雑品
第21部 美術品、収集品及びこっとう
第97類 美術品、収集品及びこっとう